# Aldo Carotenuto
Aldo Carotenuto (Napoli, 25 gennaio 1933 – Roma, 14 febbraio 2005) è stato uno psicoanalista, filosofo e scrittore italiano, docente presso l'università La Sapienza di Roma, nonché uno dei massimi esponenti dello junghismo internazionale.

## Biografia e carriera
Nato a Napoli nel 1933, ha studiato filosofia prima nella sua città, per poi trasferirsi a Torino, dove completa gli studi. Successivamente si è trasferito negli USA, dove ha frequentato la Scuola di Psicologia sperimentale alla New School for Social Research di New York, diventando quindi membro dell'American Psychological Association (APA).
La sua esperienza analitica inizia negli Stati Uniti, nel 1960, con Edward Whitmont, quindi continua in Italia, nel 1962, con Ernst Bernhard e, successivamente, con il freudiano Claudio Modigliani.
In Italia, ha poi ottenuto la cattedra di Psicologia della personalità e delle differenze individuali presso l'Università degli Studi di Roma La Sapienza, dove ha proseguito i suoi studi e le sue ricerche, soprattutto sul pensiero di Carl Gustav Jung e le sue applicazioni, continuando parallelamente nella sua attività privata di analista.
Ha pubblicato numerosi saggi su temi cari al suo percorso di studi e di ricerche, fra i quali il mito, la cultura occidentale, la storia della psicologia, la psicologia analitica, il rapporto fra analista e paziente, le emozioni, la creatività, le relazioni fra letteratura, arte e personalità. Ha realizzato anche diversi, notevoli testi universitari, utilizzati sia nei suoi corsi alla Facoltà di Psicologia de La Sapienza sia in altre università. Con le sue numerose pubblicazioni, ha contribuito soprattutto alla diffusione del pensiero junghiano sia a livello specialistico che divulgativo e letterario.
Con Ernst Bernhard, Carotenuto fondò, nel 1962, assieme ad altri suoi allievi, l'Associazione Italiana di Psicologia Analitica (AIPA), dalla quale poi uscì nel 1992 in seguito alla contestazione di una sua ex allieva e amica che aveva vissuto e ripensato con lui la storia tra Jung e Sabine Spielrein
Il 30 ottobre 1992, fondò il Centro studi di psicologia e letteratura, del quale rimase presidente fino alla sua morte, alla cui memoria, gli è stato poi intitolato.
È stato uno dei massimi psicoanalisti e psicoterapeuti d'indirizzo junghiano.

## Pensiero
I principali temi trattati si concentrano attorno alle tematiche della clinica psicoanalitica e dei rapporti tra psicoanalisi, arte e letteratura. In particolare  al problema dell'amore di transfert che si instaura nella coppia analitica. Soprattutto nei lavori compresi fra il 1980 e il 1988, Carotenuto affronta, con originalità, la questione essenziale dei rapporti tra analista e paziente, evidenziando l'inautenticità del concetto di "neutralità" dello psicoanalista.
Per Carotenuto, il tema chiave del setting psicoanalitico, ovverosia la storia intima del paziente, rende l'analisi il teatro, per eccellenza, di Eros e Thanatos, il luogo in cui si manifestano e si scontrano. Solamente l'autentica consapevolezza e la presa di coscienza della forza degli affetti tirati in ballo nella coppia analitica, rende il terapeuta capace di fronteggiare le sofferte richieste del paziente, laddove, invece, un rifiuto di questo coinvolgimento renderebbe l'analista cieco e vulnerabile, con conseguente inefficacia della cura.
Carotenuto ha così analizzato, tra l'altro, l'opera di Pasolini, di Kafka, di Dostoevskij, di Bousquet, di Shakespeare, di altri poeti e pittori, mosso dalla convinzione che la sofferenza psicologica non basta, da sola, a spiegare l'opera d'arte, ma genera altresì un destino e un percorso di vita interiore che, della ricerca e dell'opera artistica, fa la sua ragion d'essere e la meta finale a cui tendere, sostenendo il primato e l'importanza centrale che la creatività ha per l'essere umano e la sua realizzazione. La creazione artistica in senso lato, come la psicoanalisi, è un percorso di liberazione delle energie creative individuali, imprigionate e bloccate, come dire, da un'educazione rigida ed errata o da gravi blocchi nevrotici. Ciononostante, i complessi psichici (in senso junghiano) non testimoniano solo del blocco delle proprie energie creative, ma indirizzano anche alle innumerevoli e inusuali strade che spesso la psiche intraprende per liberarsi o per trasformare il dolore interno in strumento di riscatto e di creatività lungo il proprio, personale percorso di individuazione.

## La riscoperta dei diari di Sabina Spielrein
Nell'ottobre del 1977 al Palazzo Wilson di Ginevra Carotenuto viene a contatto con le lettere contenenti gli scambi epistolari tra Jung, Freud e Sabina Spielrein, a seguito dello studio di queste, nel 1980 pubblica Diario di una segreta simmetria, testo che ebbe una risonanza internazionale. Carotenuto vi racconta e analizza l'intensa storia animata dall'intreccio dei conflitti clinici, sentimentali e scientifici fra Carl Gustav Jung, Sigmund Freud e Sabina Spielrein che rivelò per la prima volta l'importanza del transfert, un fenomeno fino ad allora ignoto.. A questa pagina segreta della psicoanalisi, Ottavio Rosati nel 1991 ha dedicato una puntata speciale del programma Da storia nasce storia di Raitre in cui invitò Carotenuto a interpretare, in chiave psicodrammatica, la triade di personaggi del suo libro.. Nel 1997 Rosati (con Tania Dimartino) scrisse per Rai Cinema, con la consulenza di Carotenuto, la sceneggiatura di un film di impostazione storico-scientifica su Jung, Freud e Sabine, Una segreta simmetria destinato alla regia di Nelo Risi.. La Rai ne acquisì i diritti ma lo script non entrò in produzione a causa dell'uscita di Liliana Cavani dalla direzione dell'Ente. Dal libro di Carotenuto, nel 2002, fu invece tratto il film Prendimi l'anima, diretto da Roberto Faenza e prodotto dalla Jean Vigò. Nel 2011, inoltre, David Cronenberg ne trasse un'ulteriore versione cinematografica, con il film A Dangerous Method.

## Opere
- Gian Vittorio Caprara, Aldo Carotenuto e Alessandra De Coro, Gli istinti nell'uomo, a cura di Gian Vittorio Caprara, 1ª ed., Venezia, Marsilio, 1976, ISBN 9788831702003, LCCN 76467429.
- Senso e contenuto della psicologia analitica, Boringhieri, Torino, 1977 (nuova edizione riveduta 1990).
- Jung e la cultura italiana, Astrolabio, Roma, 1977.
- Psiche e inconscio, Marsilio, Venezia, 1978.
- Psicologia della liberazione, Moizzi, Milano, 1979.
- La scala che scende nell'acqua. Storia di una terapia analitica, Boringhieri, Torino, 1979.
- Diario di una segreta simmetria. Sabina Spielrein tra Jung e Freud, Astrolabio, Roma, 1980 (nuova edizione riveduta e ampliata 1999).
- Il labirinto verticale, Astrolabio, Roma, 1981.
- Discorso sulla metapsicologia, Boringhieri, Torino, 1982.
- L'autunno della coscienza, Boringhieri, Torino, 1985.
- La colomba di Kant. Transfert e controtransfert nella relazione analitica, Bompiani, Milano, 1986.
- Eros e pathos. Margini dell'amore e della sofferenza, Bompiani, Milano, 1987.
- La nostalgia della memoria. Il paziente e l'analista, Bompiani, Milano, 1988.
- La chiamata del Daimon. Gli orizzonti della verità e dell'amore in Kafka, Bompiani, Milano, 1989.
- Le rose nella mangiatoia. Metamorfosi e individuazione nell'Asino d'oro di Apuleio, Raffaello Cortina, Milano, 1990.
- Amare Tradire. Quasi un'apologia del tradimento, Bompiani, Milano, 1991.
- Trattato di psicologia della personalità e delle differenze individuali, Raffaello Cortina, Milano, 1991.
- Integrazione della personalità, Bompiani, Milano, 1992.
- Trattato di psicologia analitica (a cura di), 2 voll., UTET, Torino, 1992.
- Dizionario Bompiani degli psicologi contemporanei (a cura di), Bompiani, Milano, 1992.
- I sotterranei dell'anima, Bompiani, Milano, 1993.
- Riti e miti della seduzione, Bompiani, Milano, 1994.
- Jung e la cultura del XX secolo, Bompiani, Milano, 1995.
- La strategia di Peter Pan, Bompiani, Milano, 1995.
- Le lacrime del male, Bompiani, Milano, 1996.
- La mia vita per l'inconscio, Di Renzo, Roma, 1996.
- Il fascino discreto dell'orrore, Bompiani, Milano, 1997.
- L'eclissi dello sguardo, Bompiani, Milano, 1997.
- Lettera aperta a un apprendista stregone, Bompiani, Milano, 1998.
- Vivere la distanza, Bompiani, Milano, 1998.
- Attraversare la vita, Bompiani, Milano, 1999.
- Breve storia della psicoanalisi, Milano, Milano, 1999.
- Il fondamento della personalità, Bompiani, Milano, 2000.
- Pensare l'invisibile (con Edoardo Boncinelli), Bompiani, Milano, 2000.
- L'ultima Medusa, Bompiani, Milano, 2001.
- L'anima delle donne, Bompiani, Milano, 2001.
- Il gioco delle passioni. Dinamiche dei rapporti amorosi, Bompiani, Milano, 2002.
- Freud. Il perturbante, Bompiani, Milano, 2002.
- Nel mondo dei sogni, Di Renzo, Roma, 2003.
- L'ombra del dubbio. Amleto nostro contemporaneo, Bompiani, Milano, 2003.
- Il tempo delle emozioni, Bompiani, Milano, 2003.
- Oltre la terapia psicologica, Bompiani, Milano, 2004.
- La forza del male, Bompiani, Milano, 2004.
- Apollineo e dionisiaco. Seminari su Nietzsche, Ananke, Torino, 2010.

Molte di queste opere sono state tradotte all'estero, in varie lingue.